# 恋の時価総額
恋の時価総額（こいのじかそうがく）は、2015年10月23日から12月25日まで、BSスカパー！にて放送された実際の株式情報を元にしたシチュエーション・コメディ。毎週金曜日21時00分-21時45分、全10話。主演は田中圭。2019年現在もBSスカパー！で再放送(一挙放送)されている。

## あらすじ
栗野涼介が浮気が発覚したため妻と離婚し、浜崎ユキトのマンションに居候する。
浜崎ユキトは辰巳ノリコに、栗野涼介は巨乳の赤葉愛莉に、辰巳ノリコは栗野涼介に惚れている。一方、赤葉愛莉は浜崎ユキトに株を教わる事になる。

## 主要キャスト
栗野涼介〈33〉（テレビ局プロデューサー）
演- 田中圭

辰巳ノリコ〈31〉（OL）
演- 木南晴夏

赤葉愛莉〈29〉（女優）
演- 中村静香

浜崎ユキト〈33〉（株式トレーダー）
演- 波岡一喜

## スタッフ
- 製作総指揮：馬場康夫（ホイチョイ・プロダクションズ）
- 企画：小牧次郎
- 脚本：吉高寿男 ／ 山中隆次郎
- 編成：上田徹、渡部康弘
- 制作助手：吉井翔
- 宣伝：松本芳明、渡邊邦仁
- WEB・SNS：藤井多鶴子、池田悠太、渡辺里沙
- 技術プロデューサー：岡本隆嗣
- TD：川崎昭
- カメラ：五江渕 勝
- 照明：佐藤浩栄
- 音声：吉田勉
- VE：宮入俊彰
- 音響効果：四元裕二
- 編集：中村記也
- MA：白井大樹
- CG制作：加藤誠
- 美術プロデューサー：坂根洋子
- デザイン：金子靖明
- 美術進行：高橋宏明
- 装置：正代俊明
- 大道具操作：嘉手苅 賢
- 建具：大崎健一
- 装飾：深山健太郎
- 電飾：秦 一志
- 衣裳：金田あずさ
- 持道具：千葉あかり
- メイク：荒川瑠美
- タイトル制作：Salvage、古屋則巻
- 技術協力：ビデオスタッフ、ザ・ホライズン、緑山スタジオシティ、パークグラフィックス、チャボトーン
- 美術協力：アックス、東京美工、東京衣裳、京阪商会、アートメイクトキ
- フロア演出：芳住昌之
- プロデューサー：長内敦 ／ 浜川久美
- 演出・プロデュース：波多野健（EAST）
- 株式監修：ダイヤモンド・ザイ（篭島裕亮）

## テーマ曲
- Jeff Miyahara feat. Paul Ballard「Love & Money」